# Artem Wyschnewskyj
Artem Wolodymyrowytsch Wyschnewskyj (ukrainisch Артем Володимирович Вишневський; * 29. Juni 1984) ist ein ukrainischer Handballspieler.
Der 1,80 Meter große und 80 Kilogramm schwere Kreisläufer spielte bis 2008 bei HK Portowyk Juschne. Nach einer Saison bei DKSE-Airport Debrecen stand er zwei Jahre bei Universität-Newa St. Petersburg unter Vertrag. In der Saison 2012/13 kehrte er in die Ukraine zu HC Dinamo Poltawa zurück.
Artem Wyschnewskyj erzielte in mindestens 17 Länderspielen für die ukrainische Nationalmannschaft 20 Tore (Stand: Dezember 2009). Er stand im erweiterten Aufgebot für die Europameisterschaft 2010.